# 1982-es úszó-világbajnokság
Az 1982-es úszó-világbajnokságot július 29. és augusztus 8. között rendezték Guayaquil városában, Ecuadorban.
Az előző világbajnokságokon is szereplő 37 versenyszámban hirdettek győztest. Ebből úszásban 15 férfi, 14 női úszószám volt, műugrásban a férfi és női 3 m-es műugrás, illetve a 10 m-es toronyugrás, szinkronúszásban az egyéni, páros, és csapatverseny szerepelt. Ezeken kívül még a férfi vízilabdában avattak világbajnokot.
A világbajnokságon 52 ország 848 sportolója vett részt.

## A helyszín kiválasztása
A világbajnokság rendezésére eredetileg egyedül az amerikai Santa Clara pályázott. A város a rendezés jogát 1978 augusztusában a nyugat-berlini világbajnokságon kapta meg, amitől 1980 elején pénzügyi okok miatt visszalépett. 1980 októberében az ugyancsak kaliforniai Concord lett a rendező város. Az új helyszín nem rendelkezett a FINA előírásainak megfelelő medencével (alacsony vízmélység), de nem vállalták egy új medence építési költségeit, így új rendezőre lett szükség. Ezután Montréal és Tokió érdeklődött a rendezés iránt. Pályázatot végül a kanadai város és az ecuadori Guayaquil nyújtott be. A FINA elnöksége 1981 áprilisában Sydney-ben szavazott. Az első körben mindkét város 6-6 voksot kapott, majd a következő fordulóban Guayaquilt támogatták 8-4 arányban.

## Magyar részvétel
Magyarország a világbajnokságon 16 sportolóval képviseltette magát, akik összesen 2 ezüstérmet szereztek.

### Érmesek
| Érem      | Versenyző                         | Versenyszám | Versenyszám       | Dátum        |
| --------- | --------------------------------- | ----------- | ----------------- | ------------ |
| Ezüstérem | Wladár Sándor                     | úszás       | 200 m-es hátúszás |              |
| Ezüstérem | Magyar férfi vízilabda-válogatott | vízilabda   | férfi vízilabda   | augusztus 7. |

## Éremtáblázat
| Helyezés | Nemzet                    | Arany | Ezüst | Bronz | Összesen |
| 1        | Amerikai Egyesült Államok | 13    | 11    | 10    | 34       |
| 2        | NDK                       | 12    | 9     | 5     | 26       |
| 3        | Szovjetunió               | 5     | 9     | 4     | 18       |
| 4        | Kanada                    | 3     | 3     | 1     | 7        |
| 5        | NSZK                      | 2     | 1     | 3     | 6        |
| 6        | Hollandia                 | 1     | 1     | 2     | 4        |
| 7        | Brazília                  | 1     | 0     | 0     | 1        |
| 8        | Magyarország              | 0     | 2     | 0     | 2        |
| 9        | Ausztrália                | 0     | 1     | 0     | 1        |
| 9        | Egyesült Királyság        | 0     | 1     | 0     | 1        |
| 11       | Japán                     | 0     | 0     | 3     | 3        |
| 11       | Svédország                | 0     | 0     | 3     | 3        |
| 13       | Kína                      | 0     | 0     | 2     | 2        |
| 14       | Olaszország               | 0     | 0     | 1     | 1        |
| 14       | Románia                   | 0     | 0     | 1     | 1        |
| 14       | Jugoszlávia               | 0     | 0     | 1     | 1        |
| Összesen | Összesen                  | 37    | 38    | 36    | 111      |

- A női 100 m-es mellúszásban 2 ezüstérmet osztottak ki, bronzérmes nem volt.

## Eredmények

### Úszás
- WR – világrekord (World Record)
- CR – világbajnoki rekord (világbajnokságokon elért eddigi legjobb eredmény) (Championship Record)

#### Férfi
| Versenyszám               | Arany                                                                          | Arany      | Ezüst                                                                                         | Ezüst    | Bronz                                                                      | Bronz    |
| ------------------------- | ------------------------------------------------------------------------------ | ---------- | --------------------------------------------------------------------------------------------- | -------- | -------------------------------------------------------------------------- | -------- |
| 100 m-es gyorsúszás       | Jörg Woithe · NDK                                                              | 50,18      | Rowdy Gaines · Egyesült Államok                                                               | 50,21    | Per Johansson · Svédország                                                 | 50,25    |
| 200 m-es gyorsúszás       | Michael Groß · NSZK                                                            | 1:49,84    | Rowdy Gaines · Egyesült Államok                                                               | 1:49,92  | Jörg Woithe · NDK                                                          | 1:50,71  |
| 400 m-es gyorsúszás       | Vlagyimir Szalnyikov · Szovjetunió                                             | 3:51,30    | Svyatoslav Semenov · Szovjetunió                                                              | 3:51,43  | Sven Lodziewski · NDK                                                      | 3:51,84  |
| 1500 m-es gyorsúszás      | Vlagyimir Szalnyikov · Szovjetunió                                             | 15:01,77   | Svyatoslav Semenov · Szovjetunió                                                              | 15:05,54 | Darjan Petrić · Jugoszlávia                                                | 15:10,20 |
|                           |                                                                                |            |                                                                                               |          |                                                                            |          |
| 100 m-es hátúszás         | Dirk Richter · NDK                                                             | 55,95      | Rick Carey · Egyesült Államok                                                                 | 56,04    | Vladimir Shemetov · Szovjetunió                                            | 56,42    |
| 200 m-es hátúszás         | Rick Carey · Egyesült Államok                                                  | 2:00,82    | Wladár Sándor · Magyarország                                                                  | 2:01,31  | Frank Baltrusch · NDK                                                      | 2:01,51  |
|                           |                                                                                |            |                                                                                               |          |                                                                            |          |
| 100 m-es mellúszás        | Steve Lundquist · Egyesült Államok                                             | 1:02,75 CR | Victor Davis · Kanada                                                                         | 1:02,82  | John Moffet · Egyesült Államok                                             | 1:03,13  |
| 200 m-es mellúszás        | Victor Davis · Kanada                                                          | 2:14,77    | Robertas Žulpa · Szovjetunió                                                                  | 2:16,68  | John Moffet · Egyesült Államok                                             | 2:18,54  |
|                           |                                                                                |            |                                                                                               |          |                                                                            |          |
| 100 m-es pillangóúszás    | Matt Gribble · Egyesült Államok                                                | 53,88      | Michael Groß · NSZK                                                                           | 54,26    | Bengt Baron · Svédország                                                   | 54,47    |
| 200 m-es pillangóúszás    | Michael Groß · NSZK                                                            | 1:58,85    | Szergej Feszenko · Szovjetunió                                                                | 1:59,91  | Craig Beardsley · Egyesült Államok                                         | 2:00,08  |
|                           |                                                                                |            |                                                                                               |          |                                                                            |          |
| 200 m-es vegyesúszás      | Alekszandr Szidorenko · Szovjetunió                                            | 2:03,30    | Bill Barrett · Egyesült Államok                                                               | 2:03,49  | Giovanni Franceschi · Olaszország                                          | 2:04,65  |
| 400 m-es vegyesúszás      | Ricardo Prado · Brazília                                                       | 4:19,78    | Jens-Peter Berndt · NDK                                                                       | 4:23,02  | Szergej Feszenko · Szovjetunió                                             | 4:23,29  |
|                           |                                                                                |            |                                                                                               |          |                                                                            |          |
| 4 × 100 m-es gyorsváltó   | Egyesült Államok · Chris Cavanaugh · Robin Leamy · David McCagg · Rowdy Gaines | 3:19,26 WR | Szovjetunió · Szergej Kraszjuk · Alekszej Filonov · Szergej Smirijagin · Alekszej Markovszkij | 3:21,78  | Svédország · Per Johansson · Bengt Baron · Pelle Holmertz · Pelle Wikström | 3:22,15  |
| 4 × 200 m-es gyorsváltó   | Egyesült Államok · Rich Saeger · Jeff Float · Kyle Miller · Rowdy Gaines       | 7:21,09    | Szovjetunió · Vladimir Shemetov · Ivar Stukolkin · Vlagyimir Szalnyikov · Alekszej Filonov    | 7:24,91  | NSZK · Andreas Schmidt · Dirk Korthals · Rainer Henkel · Michael Groß      | 7:25,46  |
| 4 × 100 m-es vegyes váltó | Egyesült Államok · Rick Carey · Steve Lundquist · Matt Gribble · Rowdy Gaines  | 3:40,84 WR | Szovjetunió · Vladimir Shemetov · Jurij Kis · Alekszej Markovszkij · Szergej Smirijagin       | 3:42,86  | NSZK · Stefan Peter · Gerald Mörken · Michael Groß · Andreas Schmidt       | 3:44,78  |

#### Női
| Versenyszám               | Arany                                                                | Arany      | Ezüst                                                                           | Ezüst   | Bronz                                                                                   | Bronz        |
| ------------------------- | -------------------------------------------------------------------- | ---------- | ------------------------------------------------------------------------------- | ------- | --------------------------------------------------------------------------------------- | ------------ |
| 100 m-es gyorsúszás       | Birgit Meineke · NDK                                                 | 55,79      | Annemarie Verstappen · Hollandia                                                | 55,87   | Jill Sterkel · Egyesült Államok                                                         | 56,27        |
| 200 m-es gyorsúszás       | Annemarie Verstappen · Hollandia                                     | 1:59,53    | Birgit Meineke · NDK                                                            | 2:00,67 | Annelies Maas · Hollandia                                                               | 2:00,84      |
| 400 m-es gyorsúszás       | Carmela Schmidt · NDK                                                | 4:08,98    | Petra Schneider · NDK                                                           | 4:10,08 | Tiffany Cohen · Egyesült Államok                                                        | 4:11,85      |
| 800 m-es gyorsúszás       | Kim Linehan · Egyesült Államok                                       | 8:27,48    | Jackie Wilmott · Egyesült Királyság                                             | 8:32,61 | Carmela Schmidt · NDK                                                                   | 8:33,67      |
|                           |                                                                      |            |                                                                                 |         |                                                                                         |              |
| 100 m-es hátúszás         | Kristin Otto · NDK                                                   | 1:01,30 CR | Ina Kleber · NDK                                                                | 1:01,47 | Sue Walsh · Egyesült Államok                                                            | 1:02,86      |
| 200 m-es hátúszás         | Cornelia Sirch · NDK                                                 | 2:09,91 WR | Georgina Parkes · Ausztrália                                                    | 2:14,98 | Carmen Bunaciu · Románia                                                                | 2:15,40      |
|                           |                                                                      |            |                                                                                 |         |                                                                                         |              |
| 100 m-es mellúszás        | Ute Geweniger · NDK                                                  | 1:09,14 CR | Anne Ottenbrite · Kanada · Kim Rhodenbaugh · Egyesült Államok                   | 1:11,03 | nem adták ki                                                                            | nem adták ki |
| 200 m-es mellúszás        | Svetlana Varganova · Szovjetunió                                     | 2:28,82 CR | Ute Geweniger · NDK                                                             | 2:29,71 | Anne Ottenbrite · Kanada                                                                | 2:33,05      |
|                           |                                                                      |            |                                                                                 |         |                                                                                         |              |
| 100 m-es pillangóúszás    | Mary T. Meagher · Egyesült Államok                                   | 59,41 CR   | Ines Geissler · NDK                                                             | 1:00,36 | Melanie Buddemeyer · Egyesült Államok                                                   | 1:00,40      |
| 200 m-es pillangóúszás    | Ines Geissler · NDK                                                  | 2:08,66 CR | Mary T. Meagher · Egyesült Államok                                              | 2:09,76 | Heike Dahne · NDK                                                                       | 2:10,29      |
|                           |                                                                      |            |                                                                                 |         |                                                                                         |              |
| 200 m-es vegyesúszás      | Petra Schneider · NDK                                                | 2:11,79 CR | Ute Geweniger · NDK                                                             | 2:13,38 | Tracy Caulkins · Egyesült Államok                                                       | 2:15,91      |
| 400 m-es vegyesúszás      | Petra Schneider · NDK                                                | 4:36,10 WR | Kathleen Nord · NDK                                                             | 4:43,51 | Tracy Caulkins · Egyesült Államok                                                       | 4:44,64      |
|                           |                                                                      |            |                                                                                 |         |                                                                                         |              |
| 4 × 100 m-es gyorsváltó   | NDK · Birgit Meineke · Suzanne Link · Kristin Otto · Caren Metschuck | 3:43,97    | Egyesült Államok · Susan Habernigg · Kathy Treible · Beth Washut · Jill Sterkel | 3:45,76 | Hollandia · Annemarie Verstappen · Annelies Maas · Wilma van Velsen · Conny van Bentum  | 3:49,59      |
| 4 × 100 m-es vegyes váltó | NDK · Kristin Otto · Ute Geweniger · Ines Geißler · Birgit Meineke   | 4:05,88 WR | Egyesült Államok · Sue Walsh · Kim Rhodenbaugh · Mary T. Meagher · Jill Sterkel | 4:08,12 | Szovjetunió · Larisa Gorchakova · Svetlana Varganova · Natalya Pokas · Irina Gerasimova | 4:12,36      |

### Műugrás

#### Férfi
| Versenyszám         | Arany                            | Arany  | Ezüst                          | Ezüst  | Bronz                            | Bronz  |
| ------------------- | -------------------------------- | ------ | ------------------------------ | ------ | -------------------------------- | ------ |
| 3 m-es műugrás      | Greg Louganis · Egyesült Államok | 752,67 | Sergei Kuzmin · Szovjetunió    | 636,15 | Aleksandr Portnov · Szovjetunió  | 631,56 |
| 10 m-es toronyugrás | Greg Louganis · Egyesült Államok | 634,26 | Vladimir Aleynik · Szovjetunió | 629,85 | Bruce Kimball · Egyesült Államok | 619,68 |

#### Női
| Versenyszám         | Arany                           | Arany  | Ezüst                                | Ezüst  | Bronz                 | Bronz  |
| ------------------- | ------------------------------- | ------ | ------------------------------------ | ------ | --------------------- | ------ |
| 3 m-es műugrás      | Megan Neyer · Egyesült Államok  | 501,03 | Christina Seufert · Egyesült Államok | 490,02 | Peng Yuanchuan · Kína | 482,10 |
| 10 m-es toronyugrás | Wendy Wyland · Egyesült Államok | 438,78 | Ramona Wenzel · NDK                  | 417,99 | Zhou Jihong · Kína    | 399,78 |

### Szinkronúszás
| Versenyszám | Arany                                    | Arany   | Ezüst                                         | Ezüst   | Bronz                                  | Bronz   |
| ----------- | ---------------------------------------- | ------- | --------------------------------------------- | ------- | -------------------------------------- | ------- |
| Egyéni      | Tracie Ruiz · Egyesült Államok           | 192,300 | Kelly Kryczka · Kanada                        | 188,983 | Motojosi Mivako · Japán                | 181,600 |
| Páros       | Kanada · Sharon Hambrook · Kelly Kryczka | 190,541 | Egyesült Államok · Candy Costie · Tracie Ruiz | 188,650 | Japán · Abe Ikuko · Fudzsivara Maszako | 181,900 |
| Csapat      | Kanada                                   | 188,258 | Egyesült Államok                              | 186,832 | Japán                                  | 182,050 |

### Vízilabda
| Versenyszám | Arany | Ezüst | Bronz |
| ----------- | --- | --- | --- |
| Vízilabda   | Szovjetunió | Magyarország | NSZK |
| Vízilabda   | - Vlagyimir Akimov - Mihail Giorgadze - Jevgenyij Grisin - Mihail Ivanov - Alekszandr Kabanov - Alekszandr Klejmjonov - Szergej Kotyenko - Nurlan Mendigaliev - Giorgi Msvenieradze - Erkin Sagajev - Jevgenyij Saranov - Nyikolaj Szmirnov - Alekszandr Vdovin | - Bors László - Budavári Imre - Csapó Gábor - Cservenyák Tibor - Gerendás György - Horkai György - Kenéz György - Kiss István - Kuncz László - Schmiedt Gábor - Sudár Attila - Tóth Sándor - Varga János | - Frank Blümlein - Roland Freund - Rainer Hoppe - Günter Kilian - Thomas Loebb - Ralf Obschernikat - Werner Obschernikat - Rainer Osselmann - Frank Otto - Peter Röhle - Jürgen Sehröder - Hagen Stamm - Bernd Weyer |